# 九龍巴士2號線
- 關於1921年九龍專營權招標時擬辦的2號線，請見「九龍巴士5號線」。
- 關於戰前的第一代九巴2號線，請見「九龍巴士6號線」。
- 關於現時的九巴1號線，請見「九龍巴士1號線」。
- 關於中巴曾於香港島營運1號線，請見「城巴1號線」。

九龍巴士2號線是香港九龍市區的一條日間巴士路線，來往長沙灣（蘇屋邨）及尖沙咀碼頭。在九巴車隊引入空調巴士時，它是首條首施分開空調巴士和非空調巴士收費的路線。

## 歷史
- 戰前：投入服務，來往尖沙咀至深水埗，由中華巴士營運，當時編號為1號線。
- 1933年6月11日地區專利生效後：由九巴接辦，同時設置頭等及二等收費，當時頭等收費為首兩段一毫，其後每段五仙；二等車費為首兩段五仙，其後每段五仙，軍人及小童可以使用二等車票乘搭頭等。
- 1941年12月：因日軍侵佔香港而停駛。
- 1942年3月：恢復服務，當時只有一輛巴士行走本線。
- 1942年10月：日軍重整陸上交通，被編為2號線。
- 1943年8月12日：日佔時期日軍能源短缺，把該線縮短至南昌街。
- 1944年中：停駛。
- 1945年9月：二戰後，本線重開。
- 1950年2月1日：九龍市區人口因國共內戰大幅增加，因此本線獲派雙層巴士行走。
- 1960年2月1日：延長至李鄭屋寶安道。
- 1964年3月5日：延長至蘇屋邨。
- 1990年6月29日：增派單層空調巴士行走（日本三菱單層巴士），是香港首條以空調巴士及非空調巴士混合行走的專利巴士路線，當時空調巴士服務不像今日普及，當時空調巴士車費達到$4，而當時普通巴士收費只是$1.7，相差超過一倍，認為是上等人士的專利品。
- 2003年8月24日：因深水埗區議會要求減少長沙灣道的巴士流量，本線往蘇屋方向改經荔枝角道、東京街、保安道及長發街，不再途經黃竹街、汝州街、欽州街及長沙灣道。[3][4]
- 2007年4月28日：改為全線採用空調巴士行駛。
- 2010年4月16日：本線聯同2A、112、118、118P及N122線往東京街東行方向之長沙灣工廠大廈站更名為長沙灣鐵路站。
- 2015年6月27日：增設到站時間預報。[5]
- 2019年12月16日：為配合202線開設，本線往尖沙咀碼頭方向，原經至東京街後，改經荔枝角道，不經青山道及欽州街，取消「營盤街」及「福榮街」兩站，新增「長沙灣站」、「麗閣邨」及「麗閣邨麗籮樓」三站。[6]

## 服務時間及班次
| 長沙灣（蘇屋邨）開 | 長沙灣（蘇屋邨）開 | 長沙灣（蘇屋邨）開 | 尖沙咀碼頭開     | 尖沙咀碼頭開 | 尖沙咀碼頭開 |
| 日期               | 服務時間           | 班次（分鐘）       | 日期             | 服務時間     | 班次（分鐘） |
| ------------------ | ------------------ | ------------------ | ---------------- | ------------ | ------------ |
| 星期一至五         | 05:30-08:30        | 12                 | 星期一至五       | 06:15-09:15  | 15           |
| 星期一至五         | 08:45              | 08:45              | 星期一至五       | 09:15-11:55  | 20           |
| 星期一至五         | 09:00-11:00        | 20                 | 星期一至五       | 11:55-17:10  | 15           |
| 星期一至五         | 11:00-13:30        | 15                 | 星期一至五       | 17:10-19:10  | 20           |
| 星期一至五         | 13:30-23:50        | 20                 | 星期一至五       | 19:10-21:55  | 15           |
|                    |                    |                    | 星期一至五       | 21:55-00:35  | 20           |
| 星期六             | 05:30-18:30        | 15                 | 星期六           | 06:15-11:35  | 20           |
| 星期六             | 18:30-23:50        | 20                 | 星期六           | 11:35-22:35  | 15           |
|                    |                    |                    | 星期六           | 22:35-00:35  | 20           |
| 星期日及公眾假期   | 05:30-09:30        | 20                 | 星期日及公眾假期 | 06:15-12:15  | 20           |
| 星期日及公眾假期   | 09:30-18:30        | 15                 | 星期日及公眾假期 | 12:15-20:15  | 15           |
| 星期日及公眾假期   | 18:30-23:50        | 20                 | 星期日及公眾假期 | 20:15-00:35  | 20           |

## 收費
全程：$5.6
| - 本線設有12歲以下小童及65歲或以上長者半價優惠。 - 65歲或以上香港居民使用「樂悠咭」，以及12歲以下合資格殘疾兒童使用「殘疾人士身份」個人八達通繳付車資，均可享有每程$2.0或半價（以較低者為準）的票價優惠；12至64歲合資格殘疾人士使用「殘疾人士身份」個人八達通（包括「樂悠咭」），以及60至64歲香港居民使用「樂悠咭」繳付車資，均可享有每程$2.0或全費（以較低者為準）的票價優惠。 - 65歲或以上長者如使用長者或一般個人八達通繳付車資，則只可享有半價優惠；12至64歲合資格殘疾人士如不使用「殘疾人士身份」個人八達通，以及60至64歲人士如不使用「樂悠咭」繳付車資，必須繳付全費。 - 乘客可以現金或八達通於上車時付款，不設找續。 - 每位成人乘客可免費攜帶最多兩名4歲以下而不佔座位的兒童乘客乘車，超額之4歲以下小童必須繳付小童車費乘車。 - 持有「九巴月票」之乘客在車票有效期內，每日可享最多10程任何九龍巴士及龍運巴士路線（包括本路線，以及聯營路線的九龍巴士／龍運巴士提供的班次；惟乘搭機場「A」及「NA」線則可享原價二七折優惠（不會計算每天10次合資格車程））；而B1線則每日可享最多各2程（不會計算每天10次合資格車程）。 - 九龍巴士、城巴、龍運巴士及陽光巴士全職員工及家屬（不包括外判職員）可免費乘搭本路線，惟必須拍職員或職員家屬八達通。 - 乘客亦可透過多元化電子支付系統（e度嘟）繳付車資，包括使用非接觸式VISA卡、JCB卡、萬事達卡、銀聯卡、美國運通、大來國際、Discover Card、Apple Pay、Google Pay、Samsung Pay、AlipayHK「易乘碼」、支付寶、WeChatHK／微信支付「搭車碼」、銀聯雲閃付「乘車碼」及BOC Pay「乘車碼」。乘客使用此付款方式，使用此支付方式的乘客可享有中途下車之分段收費，以及與其他九巴／龍運獨營路線或聯營線九巴／龍運班次之轉乘優惠，惟不適用於與非九巴／龍運路線之轉乘優惠，亦不能享有「公共交通費用補貼計劃」及「長者及合資格殘疾人士公共交通票價優惠計劃」。 |

## 使用車輛
為慶祝九巴成立80周年，在2013年7月15日至2014年1月13日，本路線調入8部來自不同車廠、披上不同款式「九巴情載80年」復古車身色彩的巴士，向市民及遊客展示九巴車隊的演變歷程。。
由於本線途經專營巴士低排放區，故必須使用達到歐盟五型或以上排放標準的車輛行走。
現時本線使用3輛富豪B9TL 12米（AVBWU）、1輛Enviro500 MMC 12米（ATENU）及3輛比亞迪B12D 12米 （BED）行走本線。
| 車隊編號 | 車牌   |                    |
| -------- | ------ | ------------------ |
| AED1     | ZC6546 | 暫時掉去九龍灣車廠 |
| AED2     | ZF7332 |                    |
| BED27    | ZD9768 |                    |
| AVBWU382 | TC8009 |                    |
| AVBWU386 | TC8860 |                    |

## 行車路線
蘇屋開經：廣利道、東京街、荔枝角道、彌敦道及梳士巴利道。
尖沙咀碼頭經：梳士巴利道、彌敦道、荔枝角道、東京街、保安道及長發街。

具體停站請參考資訊框

## 客量
本路線與港鐵荃灣線及九巴6號線重疊，但沿線需求量甚大，加上本路深入遠離港鐵站的蘇屋邨及李鄭屋邨，因此仍有一定的客量支持。

## 外部連結
- 九巴2號線－九龍巴士 （页面存档备份，存于）
- 九巴2號線－巴士資訊網 （页面存档备份，存于）
- 九巴2號線－681巴士總站 （页面存档备份，存于）
- 九巴2號線－巴士狂熱 （页面存档备份，存于）
- 九巴2號線－特區聯合交通網 （页面存档备份，存于）
- 九巴2號線－ACROSS九巴掛牌表 （页面存档备份，存于）